# Bič (glasbilo)
Bič je tolkalsko glasbilo, sestavljeno iz dveh lesenih plošč, ki sta na enem koncu združeni v tečaju. Ko plošči udarita ena ob drugo, zvok spominja na tlesk biča. Uporaba tega instrumenta je namenjena zvočnim efektom, predvsem v operni in simfonični glasbi.